# Jerzy Kondracki

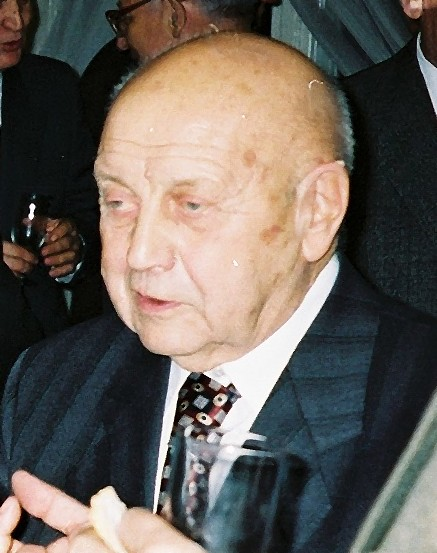
Jerzy Kondracki (1997)

Jerzy Aleksander Kondracki (* 1. November 1908 in Warschau; † 13. April 1998 bei Villach) war ein polnischer Hochschullehrer für Geographie und Geologie (Geomorphologie) an der Universität Warschau. Sein Lebenswerk war die geomorphologische Einteilung Polens.

## Wirken
Kondracki war seit 1933 Assistent an der Geographischen Fakultät der Universität Warschau, wo er 1938 mit einer Studie über Morphologie und Hydrographie der Braslauer Seen promoviert wurde. Im Zweiten Weltkrieg hielt Kondracki als Kriegsgefangener im Offizierslager II C geographische Vorlesungen. Nach Kriegsende wurde er 1945 Assistenzprofessor an seiner Universität.
Im Jahr 1952 übernahm Kondracki den Lehrstuhl für Physische Geographie am neu gegründeten Geographischen Institut der Warschauer Universität. Ein Jahr später wurde er Dekan, 1954 außerordentlicher sowie 1969 ordentlichen Professor und 1970 Direktor des Instituts. Seit 1977 leitete Kondracki das Institut für Physiogeographische Wissenschaften. Daneben war er Vertreter Polens in einer Expertenkommission der UNO, die sich mit der Vereinheitlichung geographischer Namen befasste. Als Vorsitzender leitete er 1977–1985 und 1987–1997 den polnischen Normierungsausschuss Komisja Standaryzacji Nazw Geograficznych poza Granicami Rzeczypospolitej Polskiej (KSNG).

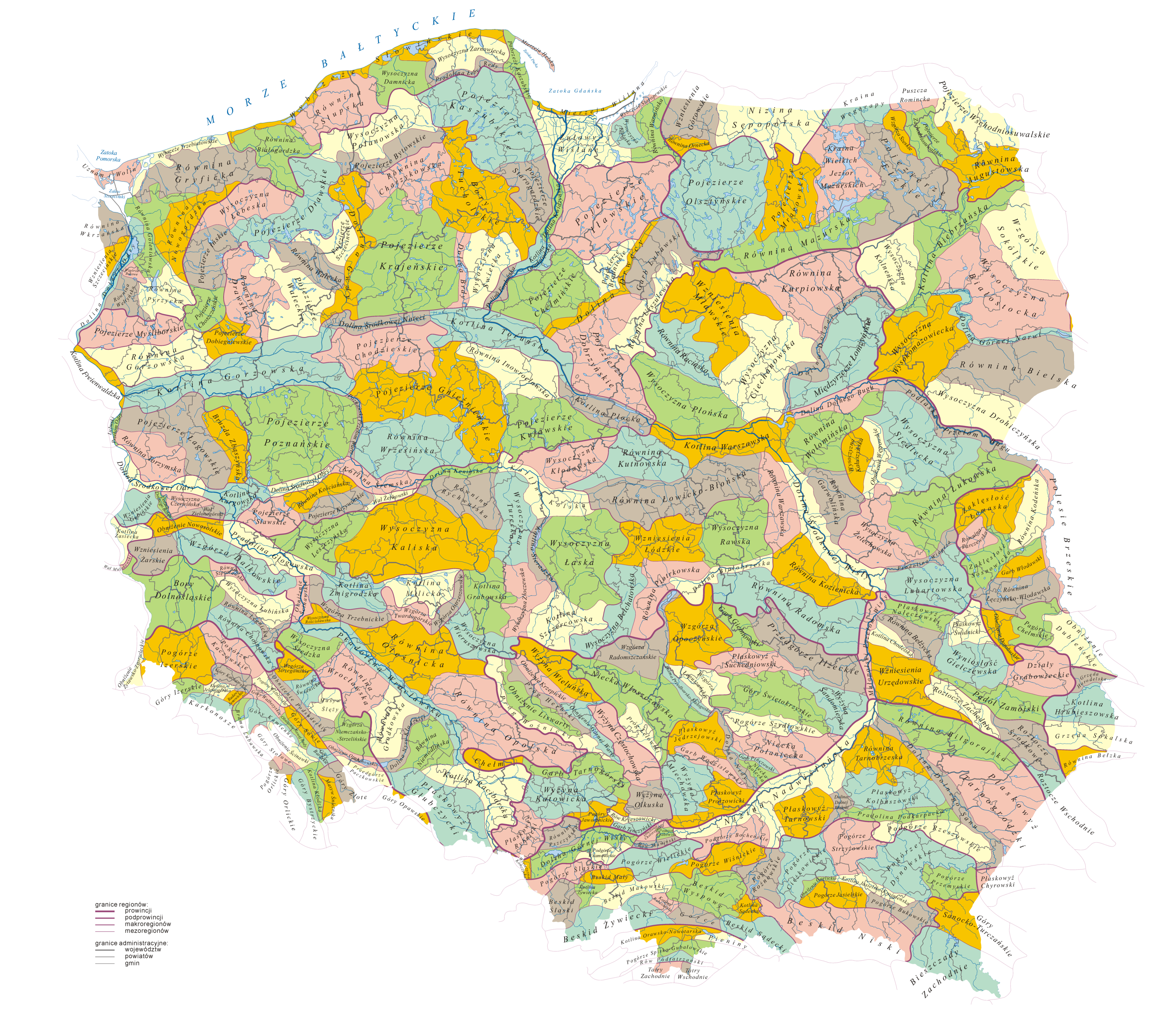
Kondracki/Richling: Karte der physisch-geographischen Mesoregionen Polens (1994)

Mit der physiogeographischer Regionalisierung Polens hat sich Kondracki seit 1955 beschäftigt. Seine Klassifikation mit dezimaler Codierung wurde 1964 auf dem Internationalen Geographischen Kongress in London vorgestellt. Zwei Jahre folgte in Warschau sein Vorschlag für die Regionalisierung des Landes. Berichtigungen und Normierung folgten bis 1991. Den Abschluss des Werks bildete das Kartenwerk Regiony fizycznogeograficzne. das Kondracki mit Andrzej Richling 1994 veröffentlichte.
Jerzy Kondracki starb im Alter von neunzig Jahren während eines Urlaubs in Kärnten.

## Schriften (Auswahl)
- Geografia regionalna Polski. Wydawnictwo Naukowe PWN, Warszawa 2002. ISBN 83-01-13897-1.
- Geografia fizyczna Polski. Państwowe Wydawnictwo Naukowe, Warszawa 1988. ISBN 83-01-02323-6.
- (Mit Andrzej Richling): Regiony fizycznogeograficzne. (1994; Karten 1:1.500.000) In: Michał Najgrakowski: Atlas Rzeczypospolitej Polskiej. Główny Geodeta Kraju, Warszawa 1993–1997.
- (Mitwirkung): Problemy regionalizacji fizyczno-geograficznej. Państwowe Wydawnictwo Naukowe, Warszawa 1968.
- (Mitwirkung): Z badań środowiska geograficznego w powiecie mra̜gowskim. Wydawnictwa geologiczne, Warszawa 1959.
- (Mitwirkung): Maly atlas Polski Warszawa 1947.
- Studia nad morfologią i hydrografią Pojezierza Brasławskiego. Dissertation, Warszawa 1938.